# Arrondissement di Marmelade
L'arrondissement di Marmelade è un arrondissement di Haiti facente parte del dipartimento dell'Artibonite. Il capoluogo è Marmelade.

## Geografia antropica

### Suddivisioni amministrative
L'arrondissement di Marmelade comprende 2 comuni:
- Marmelade
- Saint-Michel-de-l'Attalaye